# آن ماري فلين
آن ماري فلين (بالإنجليزية: Ann Marie Flynn)‏ هي واثبة عالي أمريكية، ولدت في 17 أغسطس 1938 في نيويورك في الولايات المتحدة.

## وصلات خارجية
- آن ماري فلين على موقع أوليمبيديا (الإنجليزية)